# GSLIB
GSLIB é um acrónimo para Geostatistics Software Library. É um pacote de programas desenvolvido na Universidade de Stanford sobre a direção de André Journel com utilidade prática no campo da modelação em geociências, particularmente com geoestatística. Está escrita na linguagem Fortran e foi utilizada em vários softwares e actualizações para outras linguagens de programação. É actualmente o pacote mais difundido no campo de geoestatística.

## Nota histórica
Após o lançamento do pacote GSLIB foi publicado o seu manual pela Universidade de Oxford com o título GSLIB - Geostatistical Software Library and User’s Guide do qual os autores são André Journel (dirigiu o projecto de criação da GSLIB) e Clayton Deutsch. Mais tarde uma segunda edição foi feita, acompanhada por um CD.
O seu código fonte vem em Fortran 77 e Fortran 90 para sistemas Windows/DOS e Unix e está disponível gratuitamente para download. Devido a não ser de fácil utilização, pois os seus programas são utilizados individualmente, foi sendo inserida noutros softwares com e o caso do GeoMS.
Mais tarde, principalmente devido à popularização de outras linguagens de programação em detrimento do Fortran, foi convertida para outros pacotes noutras linguagens como é o caso da GsTL (C++), HPGL (Python), mGstat (Matlab) ou GeoPack (Mathematica).

## Funções
Para funcionar com a GSLIB é necessário ter à disposição o ficheiro de extensão .par onde são inseridos os parâmetros para a operação que se pretende fazer, e um ficheiro .exe por onde o programa será lançado. A título de exemplo mostra-se um exemplo de ficheiro de parâmetros para uma krigagem normal num caso bidimensional:
```
kb2d.par
Parametros para KB2D
********************
START OF PARAMETERS:
c:\cadmio.dat              \arquivo de dados
1 2 3                      \colunas para X, Y e "Zi"
-1.0e21 1.0e21             \limites de corte
1                          \nivel de depuracao: 0,1,2,3
kb2d.dbg                   \arquivo de saida para a depuracao
kb2d.out                   \arquivo de saida para krigagem
48 260.0 5.0               \numero celulas X, X min, tamanho celula
44 120.0 5.0               \numero celulas Y, Y min, tamanho celula
1 1                        \discretizacao de blocos em X e Y
1 17                       \numero min e max de pontos para krigagem
100.0                      \raio maximo de busca
1 7.88                     \krigagem: 0=Simples, 1=Ordinaria, (media se for KS)
1 5.0                      \estruturas, efeito pepita
1 11.0 90.0 100.0 100.0    \modelo, amplitude, direcao, alc_max, alc_min
```

Do qual o utilizador necessita saber a que cada um dos campos e linhas corresponde e inclusive como representar a informação que se pretende. Na última linha deste exemplo o primeiro campo é o do modelo matemático utilizado no variograma, neste caso 1 que se refere ao modelo esférico.
Algumas das funções disponíveis no pacote GSLIB são:
Transformação de coordenadas
1. addcoord – adição de coordenadas ao arquivo com a rede de amostragem
2. rotcoord – rotação em 2-D de coordenadas

Distribuição de probabilidades ponderadas, transformação e suavização
1. declus – desagrupamento (declustering) de células
2. nscore – transformação para distribuição normal
3. backtr – transformação inversa da distribuição normal
4. trans – transformação geral de distribuição
5. histsmth – suavização de histograma / distribuição univariada
6. scatsmth – suavização de diagrama de dispersão / distribuição bivariada (ver também bivplt)

Variografia
1. gam – cálculo de variograma em malha regular (usar vargplt para plotar o resultado)
2. gamv – cálculo de variograma em malha irregular (usar vargplt para plotar o resultado)
3. varmap – mapa de variogramas / cálculo de volume (usar pixelplt para plotar o resultado)
4. vmodel – modela um variograma experimental a partir de modelo analítico (usar varplt para plotar o resultado)
5. bigaus – geração de variogramas indicativos a partir de variogramas com distribuição gaussiana ou normal

Krigagem
1. kb2d – krigagem em 2-D
2. kt3d – krigagem em 3-D
3. cokb3d – cokrigagem
4. ik3d – krigagem indicativa (usar postik para pós-processar resultados)

Simulação Estocástica
1. draw – simulação estocástica simples de Monte Carlo
2. lusim – simulação gaussiana matricial LU
3. sgsim – simulação sequencial gaussiana
4. gtsim – simulação gaussiana truncada (usar o resultado do sgsim e curvas de proporção)
5. sisim – simulação indicativa seqüencial, incluindo categórica e contínua, e Markov-Bayes (usar o programa bicalib para o processo de calibração dos dados
6. pfsim – simulação de campo de probabilidade
7. ellipsim – simulação elipsoidal em 3-D
8. anneal – pós-processamento / simulação em annealing
9. sasim – (co)simulação em annealing
10. postsim – pós-processamento de um número de simulação realizadas

Gráficos
1. histplt – histograma e histograma acumulado
2. probplt – gráfico de probabilidade normal e lognormal
3. scatplt – diagrama de dispersão (scatterplot)
4. qpplt – gráfico Q-Q ou P-P para comparar duas distribuições
5. locmap – mapa de localização dos dados em 2-D (tons de cinza e colorido)
6. pixelplt – mapa de pixel (raster / matricial) em 2-D (tons de cinza e colorido)
7. bivplt – gráfico bivariado suavizado entre distribuição de probabilidade e distribuições marginais

## Ficheiros
Os ficheiros de entrada e de saída da GSLIB devem estar segundo o formato GEO-EAS do qual se apresenta o seguinte exemplo:
```
Cadmio.dat
3
E-W (pes)
N-S (pes)
Cadmio (ppm)
288.0 311.0 11.5
285.6 288.0 8.50
273.6 269.0 7.00
. . .
. . .
. . .
465.6 216.0 11.6
492.0 216.0 6.90
345.6 216.0 9.90
```

No qual a primeira linha é o título ou nome do projecto, a segunda o número de variáveis inclusive as coordenadas, e posteriormente uma linha por cada variável com o seu nome. Depois aparece a informação numérica com uma coluna por cada variável.

## Discussão
Embora tenho no seu nome a implicação de se tratar de uma biblioteca é na verdade um conjunto de pequenos programas. Isto levou a que a sua reutilização em novos softwares não seja simples implicando a reescrita do código fonte.